# تاماش لورینتس
تاماش لورینتس (به مجاری: Lőrincz Tamás؛ زادۀ ۲۰ دسامبر ۱۹۸۶) کشتی‌گیر اهل مجارستان در دسته‌های ۶۶، ۷۵ و ۷۷ کیلوگرم کشتی فرنگی است. لورینز برندهٔ مدال طلای المپیک ۲۰۲۰ توکیو و مدال نقرهٔ المپیک ۲۰۱۲ لندن است. او همچنین قهرمان مسابقات قهرمانی کشتی جهان در سال ۲۰۱۹ و نایب‌قهرمان این مسابقات در سال‌های ۲۰۱۷ و ۲۰۱۸، و نیز قهرمان چهار دورهٔ مسابقات قهرمانی کشتی اروپا است.

## فعالیت حرفه‌ای

### مسابقات قهرمانی کشتی جهان ۲۰۱۷
لورینتس در وزن ۷۵ کیلو مسابقات قهرمانی کشتی فرنگی جهان ۲۰۱۷ پاریس حاضر بود که در دورهای اول تا سوم ربیع خلیل از فلسطین، کایراتبک توگولبایف از قرقیزستان و کیم هیون-وو قهرمان المپیک از کره جنوبی را شکست داد اما در نیمه نهایی به الکساندر چخیریکین از روسیه شکست خورد و به دیدار رده‌بندی رفت. وی در دیدار رده‌بندی فاتح چنگیز کشتی‌گیر ترکیه‌ای را شکست داد و مدال برنز وزن ۷۵ کیلوگرم را بدست آورد. تست دوپینگ الکساندر چخیریکین پس از مسابقات مثبت اعلام شد و مدال نقره به لورینز رسید.

### مسابقات قهرمانی کشتی جهان ۲۰۱۸
لورینتس در وزن ۷۷ کیلو مسابقات قهرمانی کشتی جهان ۲۰۱۸ بوداپست حاضر بود که پس از غلبه بر جورج ماریا از رومانی، پائولیوس گالکیناس از لتونی، بیلان نالگیف از ازبکستان و کیم هیون-وو از کره جنوبی به فینال رسید. وی در فینال به الکساندر چخیریکین از روسیه باخت و به مدال نقره وزن ۷۷ کیلوگرم رسید.

### مسابقات قهرمانی کشتی جهان ۲۰۱۹
لورینتس در وزن ۷۷ کیلوگرم کشتی فرنگی مسابقات قهرمانی کشتی جهان ۲۰۱۹ نورسلطان حاضر بود که جالگاسبای بردیموراتوف از ازبکستان، ولدیمیر یاکوویلف از اوکراین، پائولیوس گالکیناس از لتونی و آسخات دیلمحمداف از قزاقستان را شکست داد و به فینال رسید. وی در فینال الکس بیوربرگ کسیدیس از سوئد را شکست داد و مدال طلا وزن ۷۷ کیلوگرم را بدست آورد.

### المپیک ۲۰۲۰ توکیو
لورینتس در وزن ۷۷ کیلوگرم کشتی فرنگی المپیک ۲۰۲۰ توکیو حاضر بود که زید آیت اکرام از مراکش، شوهی یابیکو از ژاپن و محمدعلی گرایی از ایران را شکست داد و به فینال رسید. وی در فینال آکژول محموداف از قرقیزستان را شکست داد و مدال طلا وزن ۷۷ کیلوگرم را بدست آورد.